# Vanellus lugubris
Vanellus lugubris là một loài chim trong họ Charadriidae.